# 中国人民解放军空军青岛航空医学鉴定训练中心
中国人民解放军空军青岛航空医学鉴定训练中心，位于山东省青岛市市南区岳阳路18号，隶属中国人民解放军北部战区空军后勤部。

## 简介
空军青岛航空医学鉴定训练中心的前身是始建于1950年2月的中国人民解放军空军青岛疗养院，这是中国人民解放军空军第一所疗养院，担负全军航天员、飞行员及军职以上首长疗养、体检鉴定、训练任务。
2009年7月，都江堰、杭州、大连、青岛、临潼五所疗养院统一由各大军区联勤部转隶各大军区空军后勤部，成立5个航空医学鉴定训练中心，构建为“空军总医院、空军航空医学研究所——区域性航空医学鉴定训练中心——航空兵部队卫生机构”三级航空医学鉴定训练体系。其中，2009年9月29日，中国人民解放军空军青岛航空医学鉴定训练中心正式组建。该中心拥有岳阳路、荣成路、第二海水浴场、第三海水浴场四个区域。该中心隶属济南军区空军后勤部。2016年，在深化国防和军队改革中，转隶中国人民解放军北部战区空军后勤部。